# Zofia Badura
Zofia Badura (ur. 15 maja 1954 w Opolu) – polska poetka.

## Życiorys
Jest córką Jana Badury, prawnika i Stefanii z Izbickich, ekonomistki. Uczęszczała do I Liceum Ogólnokształcącego im. M. Kopernika w Opolu, które ukończyła w 1972. Debiutowała w 1971 wierszami drukowanymi w „Kalendarzu Opolskim”, w którym ogłaszała utwory poetyckie także w latach następnych. Za właściwy debiut uważa  wiersze ogłoszone w 1973 w miesięczniku „Nowy Wyraz”. 
Wiersze, recenzje i utwory publicystyczne drukowała w: „Poezji”, „Odrze”, „Nowym Wyrazie”, „Opolu”, „Studencie”, „Przeglądzie Kulturalnym”, „Nowym Medyku”, „Kierunkach”, „Sztandarze Młodych”, „itd”, „Radarze”, „Na Przełaj” oraz w antologiach.
W 1972 rozpoczęła studia na Uniwersytecie Wrocławskim w zakresie filologii polskiej, a od 1976 nadto w zakresie historii sztuki. Uzyskała dyplomy magistra filologii polskiej (w 1977) i magistra historii sztuki (w 1980). W latach 1977–1981 pracowała we wrocławskiej redakcji dziennika „Słowo Powszechne”. W latach 1974–1982 prowadziła we Wrocławiu Klub Literacki „Srebrne Hełmy”, znany z organizowanych w tym okresie konkursów poetyckich „Lustra”. 
W 1978 otrzymała Nagrodę Literacką Młodych im. Włodzimierza Pietrzaka. Była laureatką konkursów poetyckich. Od 1982 pracuje jako nauczycielka. W 1986 została członkiem ZLP. Mieszka w Wielkiej Brytanii.

## Twórczość
- 1976 Most
- 1981 Zabawa dopiero się zaczyna
- 1982 Zimne powietrze
- 1984 Wszystko będzie darowane
- 1985 Ostatnie rzędy nie słyszą
- 1987 Pękło